# Anthrax
Anthrax este o formație thrash metal formată în jurul anului 1981 la New York City, SUA, numărându-se printre cele mai populare trupe ale anilor ' 80 și ale începutului anilor ' 90 și face parte din gruparea The Big Four Of Thrash alături de Metallica, Megadeth și Slayer, fiind printre primele formații ce au combinat Heavy Metal-ul cu Hardcore punk-ul și au adaugat influențe din genul Speed Metal, formând genul Thrash Metal care i-a și consacrat. Este de - asemenea printre puținele trupe de Thrash Metal ai căror vocaliști folosesc voci melodice în locul celor dure, guturale, caracterizate de ură, furie sau agresivitate.
Este de-asemenea și printre primele formații care au combinat și Heavy metal-ul cu Rap-ul având chiar și o colaborare cu Public Enemy pentru piesa Bring The Noise devenind una printre cele mai populare colaborari muzicale din istorie, numarandu-se și printre primii artiști care au inspirat formațiile de Rap Metal și ulterior Nu-Metal. Anthrax alături de Metallica și alte formații la începutul anilor '90 și-au schimbat stilul într-unul mai accesibil și mai prietenos pentru public odată cu decăderea genurilor dure de Metal și Rock, ceea ce i-a nemulțumit pe unii fani old school, însă nu au fost la fel de criticați precum Metallica pentru trecerea pe stiluri mai încete sau moderne de Hard Rock / Heavy Metal, respectiv Groove metal în detrimentul Thrash Metal-ului și nici n-au fost considerați comerciali. Anthrax au reușit să vândă aproximativ 15 milioane de copii ale albumelor în întreaga lume până în anul 2012 de la formarea lor, lansând 9 albume de studio, al zecelea album fiind așteptat pentru anul 2011, după ce a suferit o întârziere, inițial fiind programat pentru lansare în a doua jumătate a anului 2010.

## Istorie

### Primele zile (1981)
Anthrax a fost formată la începutul anului 1981 de chitaristul Scott Ian și Danny Lilker. Ei au găsit acest nume într-un manual de biologie și l-au folosit pentru că a sunat suficient de diabolic (agresiv) pentru ei. John Connely a lucrat cu trupa, dar nu a fost niciodată un membru oficial. El doar a interpretat alături de ei în multe show-uri la începutul lor, iar după o perioadă a format Nuclear Assault împreună cu Lilker în 1984. Line-up-ul Anthrax era format din bateristul Dave Weiss și basistul Kenny Kushner. Kushner, totuși, nu părea să se adapteze după nevoile trupei și a fost înlocuit foarte repede cu Paul Kahn, dar Kahn, de asemenea, nu era potrivit pentru trupă, așa că Lilker a ales să se ocupe de bas și Greg Walls a fost recrutat pentru chitara solo. Vocalistul Neil Turbin la fel, fusese recrutat după ce fratele de 14 ani al lui Ian, Jason Rosenfeld a fost vocalist provizoriu. Weiss a fost înlocuit repede de Greg D'Angelo. Tommy Wise, asemeni a făcut parte din trupă, dar a renunțat chiar înainte ca trupa să fie descoperită de o casă de discuri.

### Perioada lui Neil Turbin (1982-1984)
Neil Turbin a intrat în trupă în luna august 1982 și a cântat 2 săptămâni mai târziu la Great Gildersleeves la 12 septembrie 1982. Această componentă avea live-uri frecvente în New York și New Jersey. Această component a înregistrat un demo cu influențe NWOBHM în iulie 1982. Greg Wells a plecat din trupă în vara anului 1983, și Bob Berry, cel ce a fost recomandat de Turbin de la Rhett Forrester of Riot, l-a înlocuit temporar.
Sederea lui Berry a fost scurta și la rândul lui a fost înlocuit de Dan Spitz care înainte interpretase cu thrash-erii din New Jersey ai trupei Overkill. Cu Spitz un al doilea demo a fost înregistrat. În Septembrie, Charlie Benante l-a înlocuit pe Greg D'Angelo. Această componentă a înregistrat single-lul Soldiers of Metal, produs de Ross, al celor de la Manowar. B-side-ul al acestui single a fost Howling Furies de pe demo-ul precedent înregistrat cu D'Angelo la tobe, și este singura lucrare Anthrax la care el a contribuit oficial. Acest demo a fost lucrarea care le-a câștigat un contract cu Megaforce Records. Anthrax și-au înregistrat albumul de debut Fistful of Metal la sfârșitul anului 1983 și s-a bucurat de o oarecare atenție la nivel internațional. A fost lansat în ianuarie 1984, urmat de un turneu prin SUA în care tensiunile dintre trupă și Lilker au crescut datorită faptului că acesta nu plătea chirie, ceea ce a dus la plecarea sa și la formarea trupei Nuclear Assault cu celălalt membru pus pe liber John Conelly. Greg D'Angelo s-a alăturat trupei White Lion în 1984.

### Perioada lui Joey Belladonna (1985-1992)
Nepotul lui Charlie Benante l-a înlocuit pe Lilker la bas. Imediat după, în august 1984, Turbin a fost de asemenea concediat. Matt Fallon (care mai târziu l-a precedat pe Sebastian Bach ca și vocalist cu Skid Row) a fost un înlocuitor temporar și trupa a concertat în număr de 4, cu Scott Ian ca și vocalist. Ei au făcut și câteva cover-uri ale unor melodii aparținând genului Hardcore punk.
Turbin și-a făcut propria trupă numită Deathriders, iar în 2003 a lansat un album intitulat Back with a Vengeanse. În 2009 a declarat ca nu dorește nici o reconciliere cu Scott Ian și Charlie Benante.
Vocalistul Joey Belladonna a debutat live cu trupa la 27 februarie 1985, și un EP numit Armed and Dangerous a fost înregistrat. Ceva materiale mai vechi au fost introduse pentru a mai umple EP-ul, inclusiv  2 live-uri de la începutul lui 1984, și cele 2 melodii de pe Soldiers of Metal. Mai târziu în același an, Ian, Benante și Danny Lilker au colaborat cu Billy Milano pentru a produce albumul satiră Speak English or Die sub numele de Stormtroopers of Death.
Următorul album marca Anthrax Spreading the Disease, a venit în același an și a fost urmat de un turneu european și unul american. Următorul album Anthrax Among the Living, înregistrat în 1986 și lansat în '87 a dezvoltat latura mai umoristică și mai experimentală a trupei. Radicala depărtare de la stilul traditional Heavy Metal, la un look mai colorat și începerea dezvoltării unor versuri bazate mai mult pe filme, benzi desenate și romanele lui Stephen King au început să devină tipice printre așteptările fanilor. I Am The Law e un tribut adus eroului de benzi desenate Judge Dredd. Efilnikufesin (N.F.L.) (Nice Fuckin' Life) este despre dependența de droguri și moartea comediantului John Belushi.Indians și Caught in a Mosh încă sunt considerate niște clasice al trupei. Albumul a fost dedicat în memoria celui ce-a fost Cliff Burton basistul trupei Metallica. I Am the Law a fost un single cu probleme semănând cu I'm The Man, un cântec ce combină Rap-ul cu Heavy Metal-ul. Anthrax au participat la un turneu european cu Metallica și Metal Church.
Anthrax s-au lipit de formula sa Thrash Metal de pe albumul State of Euphoria. Single-lul Antisocial original de pe un trust francez de Heavy Metal a devenit curând o marcă a MTV fiind difuzat regulat dar și la Headbangers Ball. Trupa a continuat să-și lărgească orizonturile concertând cu trupa americană de Funk Metal Living Colour; anul următor au continuat să-și îndulcească gusturile pentru Rap apărând pe albumul Lethal al celor de la U.T.F.O..
În 1989 MTV a ținut un concurs în care câștigătorul putea să-și cheme trupa favorită și să concerteze special pentru el. Concursul a fost câștigat de o femeie, iar trupa s-a dus la ea acasă unde au făcut haos. Aceasta a fost inspirația pentru episodul din 1992 din Familia Bundy, unde personajele principale au câștigat un concurs televizat asemănător, episod în care a apărut și trupa, unde au susținut un recital cu melodia Only.
În 1990, Anthrax au lansat mult mai seriosul Persistence of Time, ce a avut un succes chiar mai mare decat State of Euphoria. Acest album este mult mai întunecat, mai tehnic, și mai progresiv decât albumele precedente ale trupei. Cel mai mare single de pe album a fost Got the Time, un cover al lui Joe Jackson, acesta declarând că i-a făcut plăcere să asculte cover-ul. In My World și Belly of the Beast au fost de asemenea hituri de mare succes.
Dealungul anului 1991 au colaborat cu pionierii Rap-ului, Public Enemy pentru versiunea lor a melodiei Bring the Noise. A fost un mare hit și a fost cântat live, alături de rapperi.

### Era lui John Bush (1992-2004)
EP-ul Attack of the Killer B's a fost înregistrat în anul 1991, conținea o versiune nouă a melodiei I'm the Man și un cover a melodiei Bring the Noise cu Scott Ian la vocalize. La scurt timp după aceasta, în 1992, Joey Belladonna a fost concediat.
În locul său a fost adus John Bush, ce înainte a cântat cu Armored Saint și el recent concediat. 10 ani, mai devreme a incercat sa intre în trupa Metallica. Trupa de asemenea a părăsit Island Records și au semnat cu Elektra Records pentru a le a produce Sound of White Noise în 1993.
Deși a însemnat o oarecare schimbare cu un stil mai întunecat, mai dur, a primit critici în mare parte pozitive și Only a fost un mare hit, și a fost considerat un album în care trupa demonstra că s-a maturizat prin prisma faptului că au lăsat deoparte stilul inspirat din desenele animate și benzile desenate în favoarea unui stil matur, versuri puternice și reale, o modă ce a început de la albumul Persistence of Time.
În perioada dintre Sound of White Noise și Stomp 442, Dan Spitz, chitaristul și unul dintre membrii omniprezenți a lăsat trupa pentru a deveni fabricant de ceasuri, lăsând trupa în postura de cvartet timp de ani de zile. În 1999 lansează Stomp 442 pe care Charlie Benante a cântat la chitara solo asistat de Paul Crook, care a devenit membru live pentru mai mulți ani și la fel și Dimebag Darrel de la Pantera. Totuși Elektra a refuzat să ofere o campanie de publicitate corespunzătoare albumului și a dispărut repede de pe piață. Supărați pentru ceea ce se întâmplase cu albumul, trupa a încheiat colaborarea cu Elektra, într-un mod conflictual.
Anthrax au semnat cu un label independent numit Ignition Records pentru lansarea din 1998 a albumului Volume 8: The Threat Is Real care din nou i-a avut în prim plan pe Benante, Crook și Dimebag la chitara solo, însă de data asta și Phil Anselmo (coleg cu Dimebag la Pantera) a contribuit la partea vocală a albumului. Din păcate la scurt timp după lansare labelul a dat faliment și albumul aproape a dispărut făcându-l foarte greu de găsit. Regrupându-se, trupa a semnat cu Beyond Records și a lansat un album Greatest-Hits: Return of the Killer A's, deși, și de această dată casa de discuri a dat faliment. În acea perioada doi vocaliști au fost propuși pentru turneu, cei doi fiind Joey Belladonna și John Bush, până când Joey Belladonna s-a dat la o parte în ultimul moment.
În 2001, în timpul atacurilor cu antrax din Statele Unite, trupa a fost nevoită sa posteze informații despre boală, dupa ce oamenii speriați au început să tasteze pur și simplu... anthrax.com în browser-ele lor. Totuși ei au organizat o conferință de presă la 10 octombrie 2001 recunoscând că pot deveni o problemă pentru operatorii de servicii, au menționat chiar în glumă că-și vor schimba numele din Anthrax în ceva mai prietenos cum ar fi Basket Full of Puppies(prin traducere Coșul cu pui de căței). Ei au negat toate zvonurile cu privire la schimbarea numelui trupei eliberate de presă în timpul concertului de binefacere de la New York Steel 9/11 din noiembrie 2001 când au purtat costume pe care era scris un cuvânt, iar în ordinea corectă scria "WE'RE NOT CHANGING OUR NAME", însemnând : Nu ne schimbăm numele. O poză a trupei purtând tricourile poate fi văzută în interiorul coperții albumului We've Come for You All.
În ciuda multor neplăceri și dispute legale, în legătură cu drepturile de autor asupra unor albume, Anthrax au reușit să continue. În 2001, noul chitarist solo Rob Caggiano a fost recrutat, și doi ani mai târziu trupa a lansat We've Come for You All, cu ajutorul Sanctuary Records, un album bine primit de fani și critici.
În 2004, trupa s-a reîntors în studio pentru a înregistra The Greater of Two Evils, considerat a fi un album live în studio care era de fapt reînregistrarea unor piese mai vechi de-ale lor cu line-up-ul de atunci. La scurt timp după aceea basistul Frank Bello a anunțat că părăsește trupa pentru a se alătura trupei Helmet și a fost înlocuit pentru turnee cu Joey Vera care cânta cu Fates Warning și Armored Saint.

### Reuniunea Among the Living (2005-2007)
La 1 aprilie 2005, trupa a anunțat că line-up-ul original de pe vremea albumului Among the Living format din Scott Ian, Charlie Benante, Dan Spitz, Joey Belladonna, și Frank Bello vor concerta împreună. Și ca o concluzie a turului: în unele locații au cântat pentru prima dată albumul Among the Living în întregime, și ar fi fost de așteptat să lucreze la un nou album din moment ce se reuniseră, dar la 24 ianuarie 2007, Scott Ian a postat pe Blabbermouth.net:
Finally, we're going back to work. We're going to Chicago to work our asses off and write a record. [...] One problem... no singer. We were offered a direct support slot on a major tour this spring and Joey [Belladonna] decided he did not want to move forward. The reunion is over. We tried to make it work but I guess that's the problem, you can't 'make' something work. [...] My curiosity was piqued by the idea of what Anthrax would sound like now with Joey singing. Over the last few months we've discussed this endlessly to no avail. The problems that were there could not be fixed no matter how hard we tried and in the end Joey made the decision, acest comentariu era menit sa explice ca Joey Belladonna nu trecuse mai departe peste episodul cu concedierea și că nu aveau să scoată un album nou prea curând.
În urma acestui anunț, speculații despre faptul că nici Bush nu avea să se întoarcă la Anthrax au început să apară, fiind confirmate de acesta. În mai 2007, Scott Ian a spus că va anunța despre cel ce va cânta pentru Anthrax la sfârșitul lui Iunie, deși anunțul nu mai venise până în decembrie.
În iunie 2007, lui Bush i-a fost luat un interviu de revista Rock Hard despre întoarcerea lui la Anthrax, și dacă a fost nesigur vizavi de reuniunea trupei. Replica lui:
"No. Bitter is not the way I wanna be about anything. I'm not bitter at all. There was probably not a perfect way to do that, what they did. It was like, how are they gonna say...? I mean, they asked me to do it—the tour with Joey—and it just wasn't right for me, I couldn't do it. So, whatever...if they felt they had to do that, I understand. It wasn't like I was going, 'Yeah, do it. That's great.' But once it happened, I was like, 'okay.' It was like a book ended. It's okay. I mean, it's much better to look at it that way than to be angry or frustrated, 'cause I really don't feel that way."-a raspuns ca nu era nesigur dar nu asa dorise el sa se reuneasca, dar ca-i intelege pe ceilalți și ca oricum nu mai conta. Iar cand a fost intrebat daca a fost abordat sa reintre în trupa dupa plecarea lui Belladonna, Bush a raspuns:"I was asked to write, and it just wasn't right for me. I couldn't go back and say, 'Here I am...' It would be like coming in with my tail between my legs, and that's not right for me. I just couldn't do that. It just didn't feel right to do that. It was about soul, your gut. How does that feel? Does it feel right? Good enough. Sold. Answer" -reiese că i s-a cerut să scrie versuri, iar el a refuzat inclusiv reintrarea în trupă deoarece simțea că mândria lui era călcată și că-și vindea sufletul, că se întorsese cu coada între picioare.
Totuși a avut o apariție cu trupa datorată insistențelor fanilor la festivalul Sonisphere din UK la ediția din 2009.

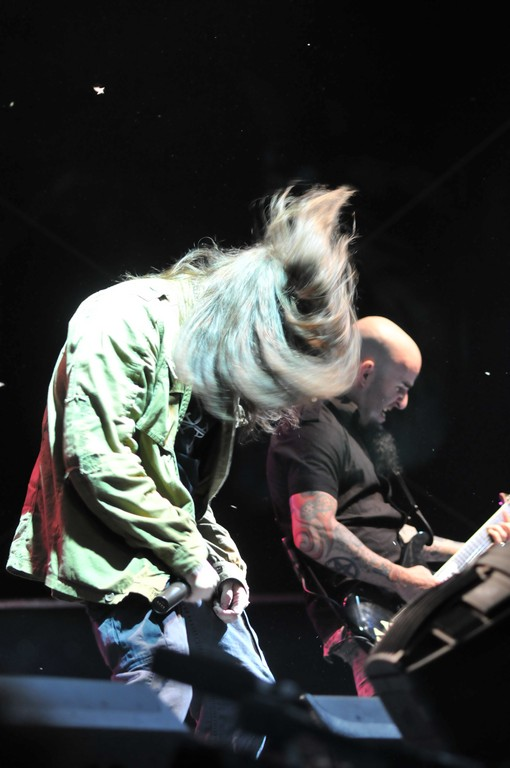
Anthrax în 2009 la festivalul INmusic

### Era lui Dan Nelson (2007-2009)
Anthrax la Inmusic Festival la 10 decembrie 2007 au anunțat că noul vocalist al trupei va fi Dan Nelson. Cam tot în acea perioadă s-a confirmat faptul că Rob Caggiano se va întoarce în trupă ca și chitarist solo.
Pe 28 mai 2008 au cântat la primul lor show dupa 19 luni de zile la The Double Door din Chicago. Alături de Nelson trupa a cântat ceva material nou ce a fost bine primit de public în ciuda unor probleme tehnice, pe urmă au cântat în Coreea de Sud pentru prima dată la 17 august 2008.
Trupa a anunțat că începând din 4 noiembrie 2009 au intrat înapoi în studio pentru a scoate un nou material intitulat Worship Music album mixat de Dave Frontman, cel care a mixat printre altele și albumele celor de la Evanescence și albumul All Hope Is Gone de la Slipknot. Într-o postare pe site-ul oficial al trupei, Charlie Benante a susținut că Worship Music ar trebui să fie lansat în luna mai.
Pe 7 martie 2009, Anthrax au cântat în deschiderea celor de la Iron Maiden la Bogota, Columbia pentru prima dată în carierele lor. Iar pe 21 Iulie managerul trupei a confirmat plecarea lui Dan Nelson pe caz de boală. Dan Nelson a negat acest lucru.

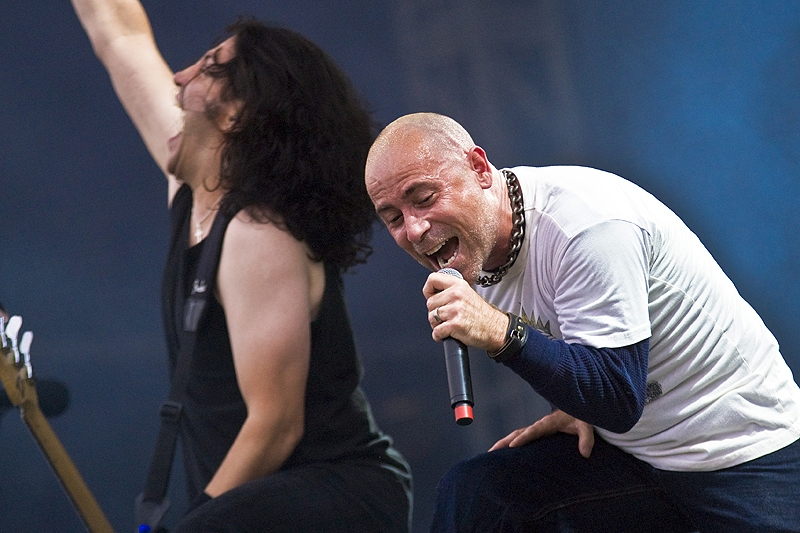
Anthrax cantand în august 2009 la Knebworth, Anglia.

### Reuniunea cu John Bush (2009-2010)
Toate performanțele live au fost anulate cu excepția acelui de la Sonisphere din 2009, care l-a avut pe John Bush ca și vocalist.
La 3 septembrie 2009 s-a anunțat că John Bush va cânta cu Anthrax la festivalul Loud Park '09 în Japonia la 17 octombrie.
Anthrax cu John Bush de-asemenea va lua parte la sa festivalul cu 5 show-uri Soundwave din Australia. Imediat după aceea, Denante a afirmat că trupa este în procesul de regrupare cu Bush. Am cântat 2 show-uri cu el și suntem interesați să progresăm cu line up-ul acesta. Anthrax au confirmat și un tur cu ceilalți 3 mari ca parte a festivalului Sonisphere din 2010. Acesta ar putea fi prima dată când cele 4 trupe vor cânta împreună.
Într-un interviu pentru metalsucks.com Bush a precizat: tocmai ce-am cântat în acele show-uri în Australia si am avut parte de o distractie pe cinste, am fost de-acord sa particip la acele 4 show-uri în iunie și de asemenea și la altele în august. Cat despre perioada asta ... încercăm un mod de a vedea dacă putem înregistra câteva din cântecele pe care trupa deja le-a înregistrat pe  Worship Music. Asta facem acum.
Când a fost întrebat dacă ar cânta din chestiile lui Dan Nelson a declarat că: Asta e ceea ce vrea trupa să fac și este ca un fel de conflict pentru mine deoarece am simțit că nu am contribuit cu nimic, ca și cum nu aș fi luat parte la creația melodiilor. La toate celelalte înregistrări ale trupei am luat și am făcut parte din crearea lor. Dar în asta pur și simplu n-am fost implicat și oricum este ceva ce ei oricum au terminat. Nu am contribuit deloc și știu că este important pentru ei. Știu că au facut înregistrarea asta și că se bazează pe ea. Ei vor să lucrez și eu la ceva dacă nu la tot ... măcar un single, și am vorbit despre lansarea unui EP. Încă încercăm sa facem asta, în special cu implicarea acelor show-uri în iunie. Tocmai eram pe cale să aducem unele informații la public. La acest stadiu suntem azi 15 martie 2010.

### Reuniunea cu Joey Belladonna (2010-prezent)
Este confirmat că Joey Belladonna se va întoarce la Anthrax pentru show-urile din vara lui 2010, și cu un nou album. Anthrax alături de Metallica, Slayer și Megadeth vor concerta pe aceeași scenă pe 16 iunie 2010 la Bemowo Airport (Varșovia, Polonia). A fost prima dată când au concertat împreună una după alta pe aceeași scenă (Sofia, Bulgaria, 22 iunie 2010), și a fost transmis live în sălile de cinema în HD. Au mai cântat la București, România (26 iunie 2010), la Istanbul, Turcia (27 iunie), Stockholm, Suedia (7 august), și ultima dată la Pori, Finlanda (8 august 2010), de-asemenea parte a Sonisphere Festival.
La 24 iunie 2011 Anthrax au lansat prima melodie de pe noul album, melodie intitulată Fight 'Em 'Til You Can't pe site-ul lor anthrax.com. A fost lansat gratis de download-at ca un mulțumesc pentru fanii care au așteptat cu interes și răbdare Worship Music care a fost lansat pe 13 septembrie. Pe 30 aprilie, Anthrax au concertat ca invitați speciali la un show în Filipine pentru prima dată la spectacolul anual Pulp Summer Slam alături de Death Angel, Hellyeah și de trupa de Heavy metal Nervecell.

## Proiecte
Câțiva membri ai trupei au avut proiecte independente, cum ar fi trupa Stormtroopers of Death care-i avea pe Scott Ian, Charlie Benante, Danny Lilker și Billy Milano. După ce a părăsit Anthrax, Joey Belladonna a lansat câteva albume solo: Belladonna, Spells of Fear și 03. John Bush a avut colaborări cu fosta sa trupa, Armored Saint, în timp ce vocalistul original al trupei Anthrax, Neil Turbin, a avut turnee în Japonia, Europa, Mexic și SUA cu trupa sa, Deathriders. Albumul de debut al lui Neil Turbin, "Back With A Vengeance", a fost lansat în 2009. Scott Ian și Rob Caggiano sunt implicați într-un proiect numit The Damned Things cu membri ai Fall Out Boy și Every Time I Die.

## Muzicieni invitați
Câteva albume ale trupei au avut diferiți invitați, cel mai notabil ar fi Dimebag Darrell, care a participat la melodiile "King Size" și "Riding Shotgun" de pe albumul  Stomp 442; "Inside Out" și "Born Again Idiot" de pe albumul Volume 8: The Threat Is Real; "Strap It On" și "Cadillac Rock Box" de pe albumul We've Come for You All. Vocalistul trupei The Who, Roger Daltrey a avut și el o apariție pe albumul We've Come for You All, care a ajutat trupa cu niște voce de fundal pentru melodia "Taking the Music Back". Phil Anselmo al trupelor Down și Pantera are o apariție pe Volume 8: The Threat Is Real, pe melodia "Killing Box. Public Enemy au lucrat cu Anthrax pentru o versiune Heavy Metal a melodiei "Bring the Noise" de pe albumul lor din 1988 "It Takes a Nation of Millions to Hold Us Back".

## Membri

### Membri actuali
- Scott Ian – chitară ritmică, voce de fundal (1981 – prezent)
- Charlie Benante – tobe, percuție (1983 – prezent)
- Joey Belladonna - vocal (1984–1992, 2005–2007, 2010 – prezent)
- Frank Bello – chitară, voce de fundal (1984 – prezent)
- Rob Caggiano – chitară solo (2001–2005, 2007 – prezent)

### Foști membri
| Vocaliști - John Connelly (1981) - Dirk Kennedy (1981) - Jason Rosenfeld (1981–1982) - Neil Turbin (1982–1984) - Matt Fallon (1984) - John Bush (1992–2005, 2009–2010) - Dan Nelson (2007–2009) Bateriști - Dave Weiss (1981) - Greg D'Angelo (1981–1983) | Chitariști - Danny Lilker (1981) - Greg Walls (1981–1983) - Bob Berry (1983) - Dan Spitz (1983–1995, 2005–2007) - Paul Crook (1995–2001) - Dave "The Snake" Sabo (2000) Basiști - Kenny Kushner (1981) - Paul Kahn (1981) - Danny Lilker (1981–1984) - Joey Vera (2004–2005) |

## Discografie
| Pentru o descriere mai completa vedeți și Discografia trupei Anthrax - Fistful of Metal (1984) - Spreading The Disease (1985) - Among The Living (1987) - State Of Euphoria (1988) - Persistance Of Time (1990) - Sound Of White Noise (1993) - Stomp 442 (1995) - Volume 8 The Threat Is Real (1998) - We've Come For You All (2003) - Worship Music (2011) - For All Kings (2016) - The Island Years (1994) - Music of Mass Destruction (2004) - Alive 2 (2005) - Caught in a Mosh: BBC Live in Concert (2007) - The Big 4 Live from Sofia, Bulgaria (2010) - Chile on Hell (2014) - Kings Among Scotland (2018) | - Attack of the Killer B's (1991) - Moshers… - Return of the Killer A's (1999) - Madhouse: The Very Best of Anthrax (2001) - Classic Anthrax: The Universal Masters Collection - The Collection - The Greater of Two Evils (2004) - Anthrology: No Hit Wonders (1985–1991) (2005) - Armed and Dangerous (1985) - I'm the Man (1987) - Penikufesin (1989) - Anthems (2013) |

## Alte apariții media
Anthrax au avut mai multe apariții la mai multe programe TV cum ar fi Married... with Children, WWE Raw, NewsRadio, Cheers, si Ask Dr. Ruth, printre altele. Scott Ian are un cameo în filmul Run Ronnie Run (de-asemenea asigurând sound track-ul filmului cu trupa Titannica) și apare și în filmul din 2003 Calendar Girls. Melodia lor, Madhouse, este folosită și în jocurile video Grand Theft Auto: Vice City, V-Rock și Guitar Hero II. Melodia "Now It's Dark" a fost convertită în radioul jocului The Sims. De asemenea, melodia Caught in a Mosh este și ea prezentă în Guitar Hero Encore: Rocks the 80s și are o apariție și în Guitar Hero: Smash Hits. În 2006 Scott Ian a fost membru în reality show-ul SuperGroup de la VH1 și a participat la mai multe show-uri, cum ar fi I Love the 80s și I Love the 90s, tot de la VH1. Anthrax au contribuit cu o melodie pentru The Beavis and Butt-Head Experience CD, un cover a melodiei de la Beastie Boys, "Looking Down the Barrel of a Gun". La fel au făcut și cu Poison My Eyes, pentru soundtrack-ul The Last Action Hero și au asigurat title track-ul pentru soundtrack-ul Bordello of Blood, au asigurat soundtrack-ul pentru filmul lui John Carpenter, Ghosts of Mars, lucrând cu alți directori și muzicieni în loc să-și înregistreze propriile melodii. Pe albumul compilație ECW:Extreme Music, Anthrax au înregistrat un cover al celor de la Metallica pentru melodia Phantom Lord.